# Xixuthrus domingoensis
Xixuthrus domingoensis es una especie de escarabajo longicornio del género Xixuthrus, categorizada en la tribu Macrotomini, de la subfamilia Prioninae. Fue descrita por Fisher en 1932.

## Descripción
Mide 60-85 mm de longitud.

## Distribución
Se distribuye por República Dominicana.